# Балазе
Балазе (фр. Balazé) насеље је и општина у северозападној Француској у региону Бретања, у департману Ил и Вилен која припада префектури Рен.
По подацима из 2011. године у општини је живело 2.205 становника, а густина насељености је износила 60,15 становника/km². Општина се простире на површини од 36,66 km². Налази се на средњој надморској висини од 100 метара (максималној 169 m, а минималној 70 m).

## Демографија
| 1962. | 1968. | 1975. | 1982. | 1990. | 1999. | 2011. |
| ----- | ----- | ----- | ----- | ----- | ----- | ----- |
| 1.267 | 1.268 | 1.372 | 1.512 | 1.711 | 1.914 | 2.205 |

График промене броја становника у току последњих година